# Labienus protomocoeloides
Labienus protomocoeloides es una especie de coleóptero de la familia Passalidae.

## Distribución geográfica
Habita en Nueva Guinea.